# Nhiễm sắc thể số 9

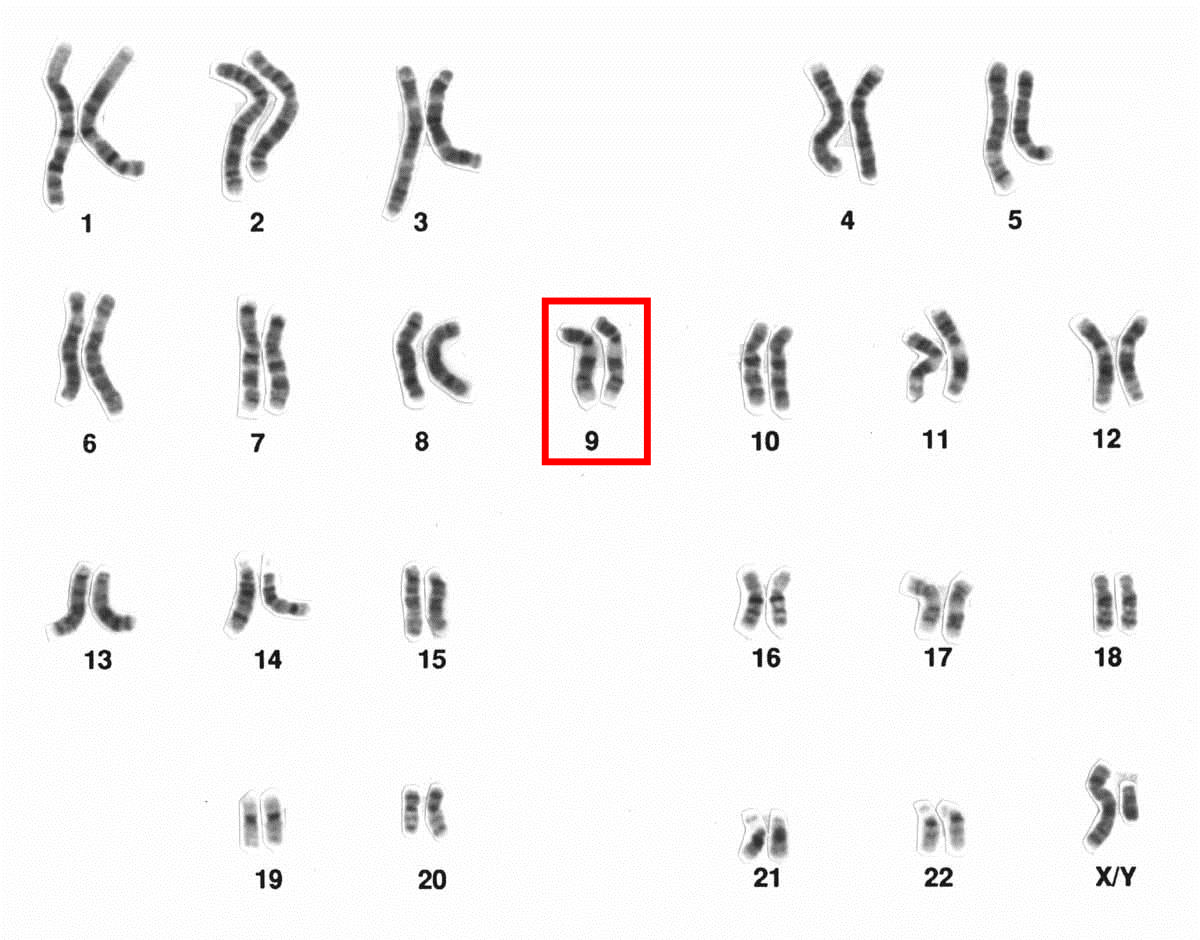
Cặp nhiễm sắc thể 9 trong bộ nhiễm sắc thể người bình thường, đã sắp xếp theo quy ước.

Nhiễm sắc thể số 9 (viết tẳt: NST 9) là một trong 23 nhiễm sắc thể ở bộ đơn bội (n) của người, được xếp ở thứ tự số 9 theo quy ước Quốc tế về kiểu nhân. Theo quy ước này, các nhiễm sắc thể được xếp thứ tự từ dài nhất (khoảng 8 μm) đến ngắn nhất (khoảng 1 μm) và cuối cùng là nhiễm sắc thể giới tính (xem hình 1). Ở mỗi bộ lưỡng bội (2n) của người có hai nhiễm sắc thể số 9, trong đó một chiếc nhận của bố còn chiếc kia do mẹ truyền cho, giống như các cặp khác.

## Cấu trúc

### Cấu tạo chung
- Mỗi NST 9 có hai cánh, nối nhau ở tâm động như nhiều nhiễm sắc thể khác của người, trong đó cánh ngắn có hơn 40 triệu cặp base (viết tắt là bp) nghĩa là kích thước ~ 41 Mb, còn cánh dài ~ 99 Mb; tổng cộng có khoảng 140 triệu bp (viết tắt: 140 Mb) - chiếm khoảng 4,5% tổng lượng DNA trong tế bào.
- NST 9 có tổng cộng khoảng 900 - 1200 gen cấu trúc (cistron) mã hoá prôtêin.
- NST 9 có cấu trúc đa hình cao, chứa tới 6-8% chất dị nhiễm sắc (heterochromatin).
- Trình tự NST 9 này gồm 109,044,351 bp đại diện cho hơn 99,6% của vùng nguyên nhiễm sắc.

### Sơ đồ
Khi nghiên cứu nhiễm sắc thể, các nhà khoa học thường phải nhuộm chúng bằng các thuốc nhuộm đặc trưng, nhờ đó nhận biết được các dải (băng) sẫm (tối) hoặc nhạt màu (sáng) dưới kính hiển vi. Ở người khoẻ mạnh, bình thường (không bị đột biến nhiễm sắc thể), những dải này là ổn định nên các nhà khoa học thường sử dụng hình ảnh đó như là một "bản đồ" chuẩn cho mỗi nhiễm sắc thể (hình 2). Mỗi dải đó được sử dụng để mô tả vị trí của các gen trên mỗi nhiễm sắc thể, nói cách khác mỗi dải coi như một hoặc tập hợp lô-cut gen. Sự nhận biết và mô tả các vị trí này tuân theo "ngữ pháp" nhất định (xem trang lô-cut gen để biết cách đọc theo kiểu ngữ pháp này).

Các dải (băng) ở NST 9 của người

## Các gen ở NST 9

### Số lượng gen
Mặc dù "bản đồ gen" của người đã được xây dựng trong dự án "Human genome" (bộ gen người), nhưng nhiều chi tiết chính xác vẫn chưa được xác định, nhiều gen chưa được nhận biết rõ chức năng. Do đó, phần sau đây chỉ là các ước tính số lượng gen của NST 9., 
Sô lượng gen đã được xác định không giống nhau tuỳ theo kết quả của các dự án nghiên cứu khác nhau về bộ gen người. Chẳng hạn, theo NCBI (viết tắt của the National Center for Biotechnology Information tức Trung tâm Thông tin Công nghệ Sinh học Quốc gia - Hoa Kỳ) thì số gen nhiều nhất, thống kê sơ bộ như sau:
| Ước tính của | Gen mã hoá prôtêin | Gen RNA không mã hoá | Pseudogenes |
| CCDS         | 739                | -                    | -           |
| HGNC         | 749                | 246                  | 590         |
| Ensembl      | 775                | 788                  | 663         |
| UniProt      | 812                | -                    | -           |
| NCBI         | 822                | 830                  | 738         |

### Một số gen thường gặp
- ABO: ABO histo-blood group glycosyltransferases
- ACTL7A: encoding protein Actin-like protein 7A
- ALAD: aminolevulinate, delta-, dehydratase
- ALS4: amyotrophic lateral sclerosis 4
- ASS: argininosuccinate synthetase
- BNC2: zinc finger protein basonuclin-2
- C9orf64: chromosome 9 open reading frame 64
- CAAP1: caspase activity and apoptosis inhibitor 1
- CCL27: chemokine (C-C motif) ligand 27, SCYA27
- CNTLN: centlein
- COL5A1: collagen, type V, alpha 1
- DDX31: DEAD box polypeptide 31
- DENND1A: DENN domain-containing protein 1A
- ENG: endoglin (Osler-Rendu-Weber syndrome 1)
- ENTPD2: encoding enzyme ectonucleoside triphosphate diphosphohydrolase 2
- EQTN: equatorin
- FAM73B: family with sequence similarity 73 member B
- FBP1 Fructose-1,6-bisphosphatase 1
- FIBCD1: encoding protein Fibrinogen C domain containing 1
- FOCAD: focadhesin
- FXN: frataxin
- GALT: galactose-1-phosphate uridylyltransferase
- GAS1: growth arrest-specific protein 1
- GCNT1: glucosaminyl (N-acetyl) transferase 1
- GRHPR: glyoxylate redasductase/hydroxypyruvate reductase
- HAUS6: HAUS augmin-like complex subunit 6
- IFN1@: Interferon, type 1, cluster
- IKBKAP: inhibitor of kappa light polypeptide gene enhancer in B-cells, kinase complex-associated protein
- INSL6: insulin like 6
- ISCA1: iron-sulfur cluster assembly 1 homolog, mitochondrial
- KIAA1958: protein KIAA1958
- KYAT1: Kynurenine aminotransferase 1
- LINGO2: leucine rich repeat and Ig domain containing 2
- MGC50722: Protein MGC50722, Uncharacterized Protein LOC399693
- MIR181A2HG encoding protein MIR181A2 host gene
- MIR7-1: microRNA 7-1
- MTAP: S-methyl-5'-thioadenosine phosphorylase
- NANS: N-acetylneuraminate synthase
- NINJ1: ninjurin-1
- NOL6: nucleolar protein 6
- NUDT2: nudix hydrolase 2
- OLFM1: olfactomedin 1
- PHF2: PHD finger protein 2
- PHPT1: phosphohistidine phosphatase 1
- PLAA: phospholipase A-2-activating protein
- PMPCA: mitochondrial processing alpha subunit
- PRUNE2: protein prune homolog 2
- RABGAP1: RAB GTPase activating protein 1
- REXO4: RNA exonuclease 4
- RNF183: encoding protein Ring finger protein 183
- SARDH: sarcosine dehydrogenase, mitochondrial
- SLC25A25-AS1: encoding protein SLC25A25 antisense RNA 1
- SPAG8 sperm-associated antigen 8
- SPIN1: spindlin-1
- STOML2: stomatin-like protein 2
- STRBP: spermatid perinuclear RNA-binding protein
- TEX10: testis expressed 10
- TGFBR1: transforming growth factor beta, receptor type I
- TMC1: transmembrane channel-like 1
- TMEM215: encoding protein Transmembrane protein 215
- TMEM268: Transmembrane protein 268
- TOR2A encoding protein Torsin-2A
- TSC1: tuberous sclerosis complex]] 1
- TTC39B: tetratricopeptide repeat protein 39B
- UBAC1: ubiquitin-associated domain containing protein 1
- UBAP1: ubiquitin-associated protein 1
- UBAP2: ubiquitin-associated protein 2
- ZBTB43: zinc finger and BTB domain containing 43
- ZCCHC6: zinc finger, CCHC domain containing 6
- ZDHHC21: zinc finger DHHC-type containing 21
- ZNF79: zinc finger protein 79
- ZNF510: zinc finger protein 510.[9]

## Một số bệnh do rối loạn ở NST 9
- Mất khả năng tổng hợp xi-tô-zin ở phôi do đột biến lặn ở gen tổng hợp cytosine: xem chi tiết ở trang Acytosiosis.
- Hội chứng nhiễm sắc thể Philadelphia do NST 9 đứt một đoạn, đoạn bị đứt gắn vào NST 22.
- Hội chứng Hardcastle (Hardcastle syndrome) là một đột biến trội hiếm gặp, gây ung thư xương di truyền, triệu chứng đặc trưng là xơ cứng màng phổi, hẹp tủy, gãy xương bệnh lý, nhồi máu xương.[10]
- Hội chứng Ehlers-Danlos (Ehlers-Danlos syndrome) là tập hợp nhiều rối loạn mô liên kết ở cả da, xương, gân, mạch máu và nhiều mô khác. Khuyết tật thường gây ra lỏng khớp, thường dẫn đến biến chứng nguy hiểm.[11]
- Đột biến mất đoạn 9q22.3 (dạng microdeletion) do một đoạn rất nhỏ ở cánh dài, làm thể đột biến này mất khoảng 352.000 bp (tức 352 kb), trong vùng q22.3 của NST 9. Tuy vùng này ít quan trọng, nhưng gây ra triệu chứng phát triển chậm, thiểu năngt trí tuệ, một số bất thường về thể hình, đã được gọi là hội chứng Gorlin (ung thư biểu mô tế bào cơ bản).[12], [13]

Trong số các gen và bệnh trên, trình độ Sinh học phổ thông nâng cao ở Việt Nam đã đề cập đến lô-cut gen quy định hệ nhóm máu ABO và sự chuyển vị của NST 9 sang NST 22 tạo ra NST Ph.

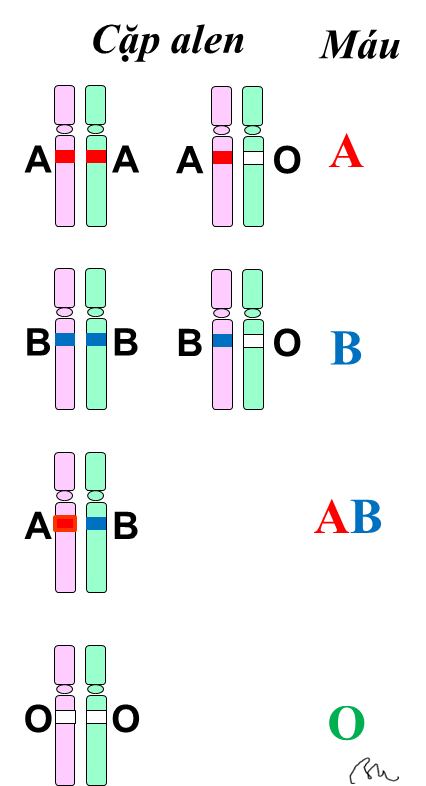
Kiểu gen và kiểu hình của nhóm máu ABO ở người.

### Nhóm máu ABO
Gen quy định nhóm máu ABO của người gọi tắt là gen ABO nằm ở cánh dài của nhiễm sắc thể này, với toạ độ = 9q34.2. Lô-cut này có 3 alen, thường gọi tắt là A, B và O. Trong chương trình Sinh học phổ thông nước ta, thì kí hiệu là: IA, IB và i (hoặc IO). Tuy có 3 alen, nhưng chúng quy định bốn nhóm máu khác nhau là: A, B, AB và O bởi vì A>O, B>O, nhưng A><B. Đồng thời, bộ lưỡng bội của người bình thường chỉ có hai NST 9, nên kiểu gen của mỗi người chỉ có thể là 1/6 số sau: AA, AO, BB, BO, AB và OO (xem hình).,  Xem chi tiết ở trang.